# Soții în oraș
Soții în oraș  (titlul original: în italiană Mariti in città) este un film de comedie italian, realizat în 1957 de regizorul Luigi Comencini, după un subiect original de Alfredo Mirabile, protagoniști fiind actorii Nino Taranto, Giorgia Moll, Renato Salvatori și Franco Fabrizi. 

## Conținut
În fiecare an în Roma, în luna august, soțiile pleacă în vacanță pe malul mării, în timp ce soții lor rămân acasă să lucreze. Este perioada anului cea mai potrivită pentru infidelitatea masculină. În absența soțiilor lor, ei caută aventuri amoroase. Mario, proaspăt căsătorit cu Romana, se îndrăgostește profund de Lionella. Toți prietenii săi Alberto, Fernando și Giacinto încearcă să se bucure de acest moment cât sunt singuri dar treaba nu-i chiar atât de simplă, uneori iese totul pe dos...

## Distribuție
- soții:
  - Nino Taranto – Giacinto, profesorul
  - Renato Salvatori – Mario Passarelli
  - Memmo Carotenuto – Fernando Felicetti
  - Richard McNamara – Ciccio
- feblețea soților:
  - Giorgia Moll – Lionella, pictorița
  - Benedetta Rutili – clienta lui Fernando
  - Yvette Masson – Quinta, vecina lui Giacinto
  - Kira, cățelul
- burlacul:
  - Franco Fabrizi – Alberto De Carlo
- feblețea burlacului:
  - Irene Cefaro – Gisella, zisă Gigì
  - Franca Gandolfi – Sandrina
- Franca Valeri – falsa soție, zisă „Olivetti”
- Marisa Merlini – Aida, prietena animalelor
- Elena Kiriakova – Teresa, model
- Mario Frera – Peppe, ucenicul
- soțiile:
  - Hélène Rémy – Romana, soția lui Mario
  - Clara Bindi – soția lui Giacinto
  - Dolores Palumbo – portăreasa lui Ciccio
- Vittoria Crispo – soacra lui Giacinto (nemenționat)
- Dina Perbellini – cumnata (nemenționat)

## Coloana sonoră
Muzica lui Domenico Modugno este dirijată de maestrul Felice Montagnini. Cântecul omonim cu sloganul corului, Oh! quant'è bona La cameriera / Oh! cât de bună este camerista, esteîntr-o versiune orchestrală fără cuvinte.